# Alle Anderen
Alle Anderen (Alle Anderen) è un film del 2009 diretto da Maren Ade.

## Riconoscimenti
- Orso d'argento al festival di Berlino (2009)